# Speos Artemidos

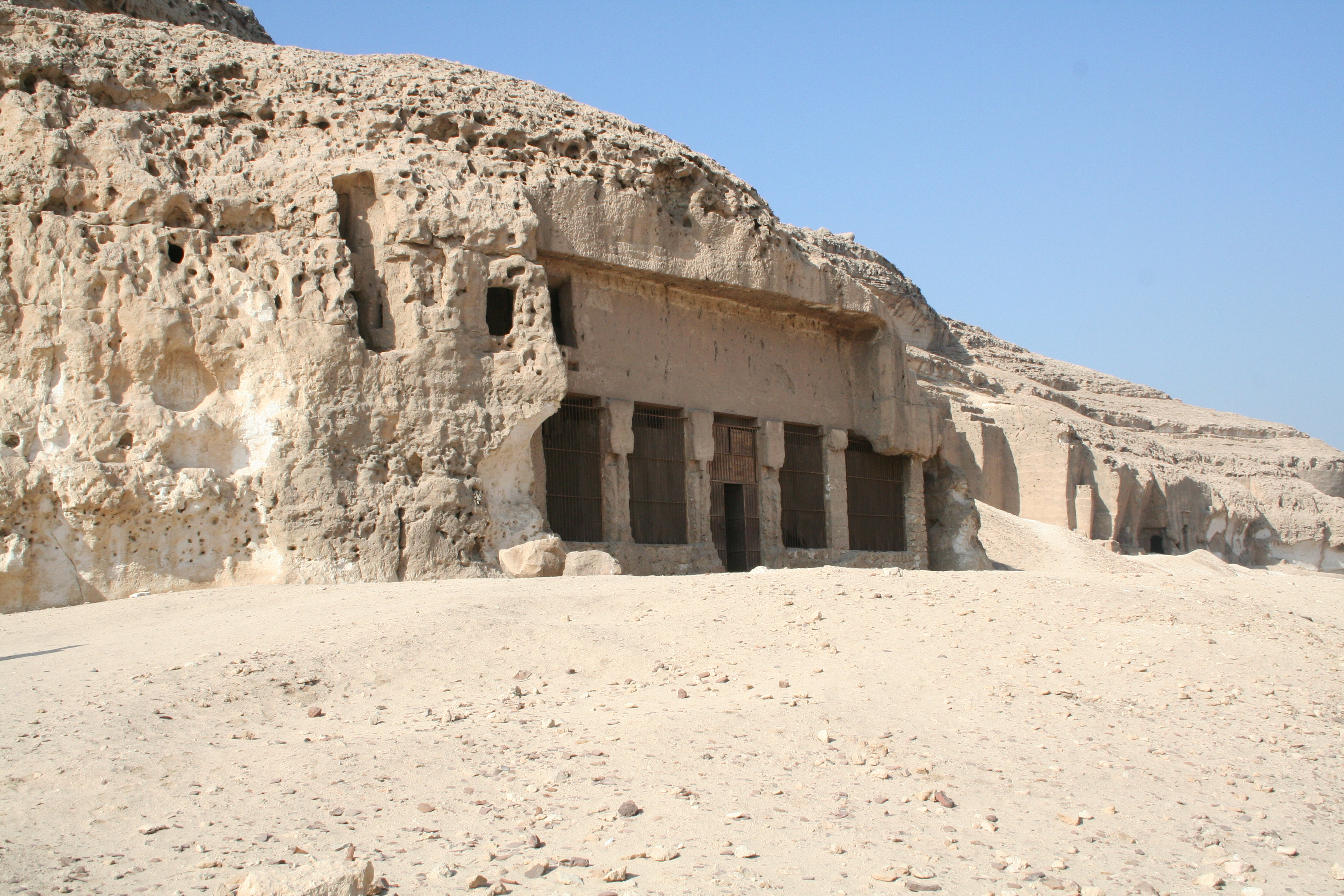
Do skály vytesaný chrám, zasvěcený bohyni Pachet

Speos Artemidos (Jeskyně Artemis) je archeologické naleziště v Egyptě. Je umístěno asi 2 km jižně od hrobek Střední říše v Beni Hasan a asi 28 km jižně od Al Minjá. Dnes je na místě malá vesnice známá jako Istabl Antar.
Jsou zde dva skalní chrámy, oba zasvěcené bohyni Pachet. Jsou z útesů na východní straně Nilu. Jeden z chrámů postavený panovnicí Hatšepsut má architráv nesoucí dlouhý text s jejím slavným vyhnáním Hyksósů. Nedaleko se nachází malá svatyně nesoucí jméno Alexandra IV.
Pravděpodobně se zde nacházel dřívější chrám, ale nebyly nalezeny žádné stopy starší než z Hatšepsutiny vlády. Výzdoby uvnitř byly místy změněny Sethim I. Jeho jméno nahradilo jméno Hatšepsut.
Hatšepsutin chrám se skládá ze dvou komor spojených krátkou chodbou. Vnější portikus je obdélníkový a původně měl osm kamenných sloupů uspořádaných do dvou řad. Bohužel pouze tři ze čtyř sloupů tvořících fasádu jsou stále relativně neporušené a žádný z vnitřních sloupů nezůstal. Skalní stěna nad vnějšími sloupy portikálu je oblečená a napsaná textem nesoucím Hatšepsutino jméno. Zahrnuje slavný text, ve kterém vyžene Hyksóse, a zaznamenává její činy při obnově škody, kterou způsobily, čímž si legitimizuje svojí vládu. Uvnitř portiků nese nápis pouze jižní stěna. Text původně odkazoval na Hatšepsut, ale byl uzurpován Setim I., který přidal další vlastní věnování. Menší vnitřní svatyně je čtvercová s výklenkem pro sochu vzadu. Nanepsala to Hatšepsut a Brand navrhl, že to byl vlastně Seti, kdo vykopal chodbu a útočiště.
Sethi změnil text tak, aby nahradil Hatšepsutino jméno vlastním, a změnil reprezentaci královny na zobrazení sebe sama, ale Fairman a Grdseloff tvrdili, že neexistuje jasný důkaz, že Thutmose III. kapli zničil, když mazal její jméno z jiných památek i přes to, že za jeho panování nalezneme jeho jméno na některých pilířích portico. Tento závěr je dotazován Brandem, který naznačuje, že obraz královny byl zvandalizován Thutmosem a později změněn, aby zobrazil Setiho. Fairman a Grdseloff nenašli důkazy o tom, že Achnaton znetvořil jméno Amona, ale Brand dospěl k závěru, že Sethi tuto škodu napravil a poznamenává alespoň jeden případ, kdy byla stále viditelná dřívější verze jednoho z Amonových ramen. Brand poznamenává, že Sethi také nahradil obraz kněze obrazem boha Thovta a dochází k závěru, že to byl výsledek rostoucího vlivu chrámu tohoto boha v Hermopoli během vlády Sethiho. Nakonec Brand poznamenává, že Sethi přidal tři scény k zobrazení korunovace Hatšepsut, ale (na rozdíl od Fairmana a Grdseloffa) nenašel žádný důkaz, že by si tyto scény přivlastnil.